# Colobanthus affinis
Colobanthus affinis är en nejlikväxtart som först beskrevs av William Jackson Hooker, och fick sitt nu gällande namn av Joseph Dalton Hooker. Colobanthus affinis ingår i släktet Colobanthus, och familjen nejlikväxter. Inga underarter finns listade i Catalogue of Life.